# エアロヴォンズ
エアロヴォンズ（The Aerovons）は、1966年に結成されたミズーリ州セントルイス出身のアメリカのロックバンド。

## 概要
彼らは1966年、トム・ハートマンによってミズーリ州セントルイスで結成された。
キャピトル・レコードの担当者は、彼らが作った1967年のデモ・レコードを聴いた。ロサンゼルスでのレコーディングのオファーがあったにもかかわらず、彼らは自分たちのヒーローであるビートルズのレコーディング・ホームであるロンドンでレコーディングができるかもしれないという希望を持ち続けた。1968年、彼らは2度ロンドンを訪れ、EMIとデッカの両方からオファーを受けた。1969年、バンドはロンドンに戻り、現在アビー・ロードとして知られるEMIスタジオでアルバムをレコーディングした。
バンドのオリジナル・メンバーだったギタリストのボブ・フランクは、個人的な問題を理由に、レコーディングのためにロンドンに行く直前にグループを脱退した。彼の後任には、イギリスに出発する数ヶ月前にグループに紹介されたばかりのギタリスト、フィル・エドホルムが短期間加入した。残念ながら、彼はうまくいかず、イギリスに到着後すぐにグループから解雇された。
アルバムが完成すると、バンドはセントルイスに戻ったが、そこでメンバーとその家族の間に個人的な問題が発生し、グループは分裂。EMIはアルバムのリリースを見送った。EMIはトム・ハートマンに渡英して再出発するよう誘ったが、ハートマンは年齢的に渡英は大げさすぎると感じた。その後、EMIとの提携は解消された。アルバムは2003年にRPMからCD化されるまでリリースされなかった。
このアルバムのエンジニアを務めたのは、ビートルズのエンジニア、ノーマン・スミス、ジェフ・エメリック、フィル・マクドナルド、そしてアラン・パーソンズで、彼はアルバムの1曲でリコーダーも演奏している。

## メンバー
- Tom Hartman - piano, guitar
- Bob "Ferd" Frank - guitar
- Mike Lombardo - drums
- Gary Goelzhauser- drums
- Bill Lombardo - bass

(*Phil Edholm - guitar)
2021年夏、『ア・リトル・モア』という新作が発表され、好評を博した。このアルバムには、イギリスからの帰国直後に書かれた数曲が収録されており、イギリスでの経験を歌った「スウィンギング・ロンドン」という曲もある。

## ディスコグラフィー

### アルバム
1969 - リザレクション
1. World Of You
2. Resurrection
3. Say Georgia
4. With Her
5. Quotes And Photos
6. Words From A Song
7. Bessy Goodheart
8. Something Of Yours
9. She's Not Dead
10. The Years
11. Everything's Alright
12. The Children

- Bonus tracks [2003]:

1. Train [single A-side]
2. Song For Jane [single B-side]

2021 - ア・リトル・モア
1. Stopped!
2. Shades of Blue
3. Me and My Bomb
4. You & Me
5. So Sorry
6. A Little More
7. The Way Things Went Tonight
8. Swinging London

2024 - Now Here This

### コンピレーション
2024 -ワールド・オブ・ユー：ザ・コンプリート・レコーディングス

### シングル
- "The Train" / "A Song For Jane" (1969)
- "World Of You" / "Say Georgia" (1969)